# L'Ardéchoise

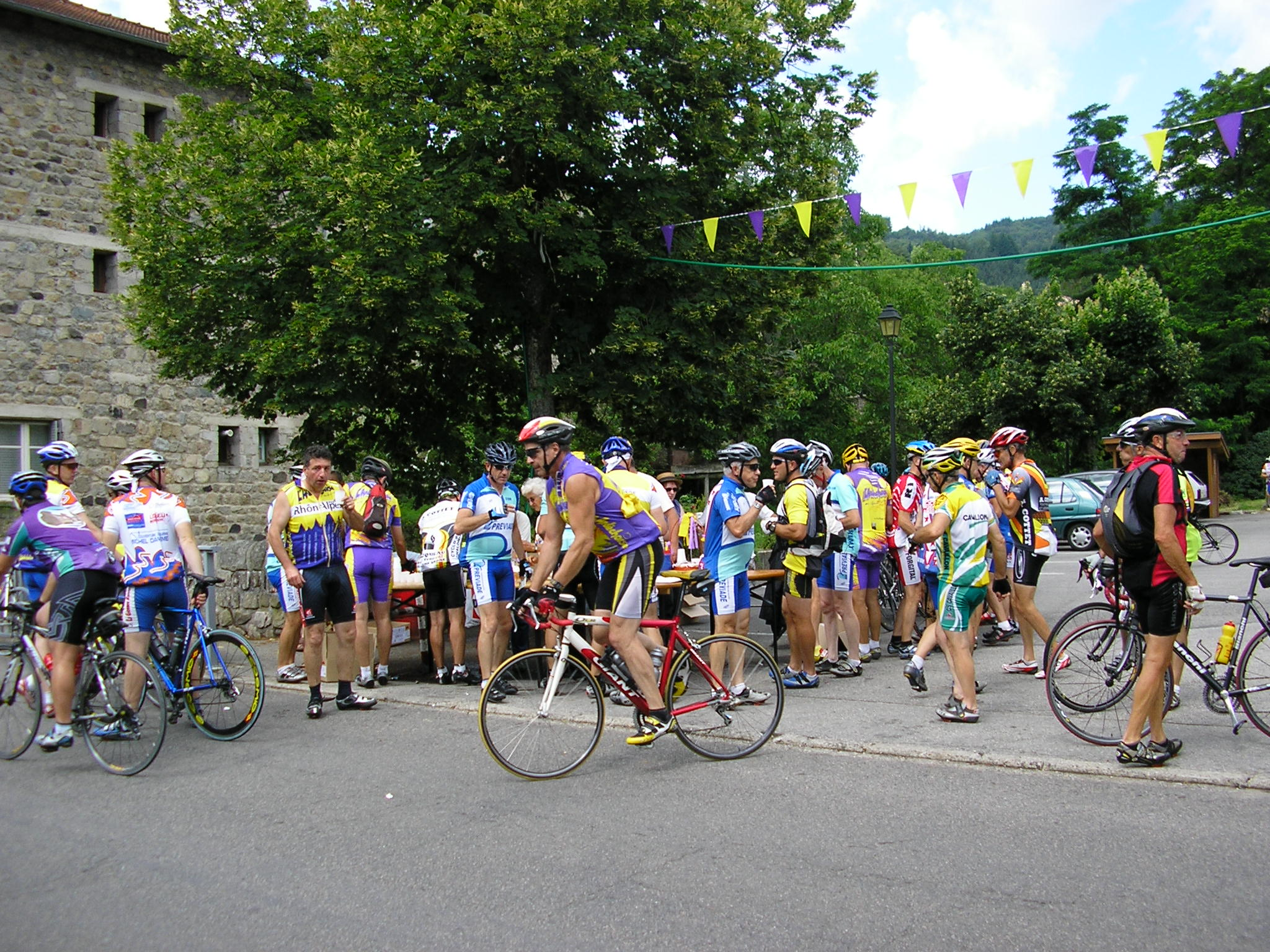
Des cyclistes de L'Ardéchoise en ravitaillement d'eau à Mariac

L'Ardéchoise est une course cycliste créée en 1992. Elle se déroule en Ardèche et rassemble chaque année plus de 14 000 coureurs cyclistes et de nombreux bénévoles. Le record d'inscriptions a été établi lors de la vingtième cinquième édition en 2016 avec 16 768 cyclistes. L'Ardéchoise a lieu aux alentours du 21 juin et dure jusqu'à 4 jours. Cette course cycliste se décompose en plusieurs parcours de durée variable : 1, 2, 3 puis 4 jours.

## Histoire
L'Ardéchoise a débuté la première fois sous la neige le 20 juin 1992, sous le parrainage de Bernard Vallet.
Jusqu’à l’édition 2000, le départ était donné à Saint-Félicien alors que l’arrivée de la course était jugée à Lalouvesc. Depuis, pour simplifier la logistique, départ et arrivée sont tous deux organisés à Saint-Félicien, la question fut posée de l’organiser à Annonay mais le Comité Directeur vota son maintien à Saint-Félicien le 14 septembre 2010.
L’Ardéchoise a inauguré un parcours cyclotouriste en deux jours lors de l’édition 2002, un parcours en trois jours en 2005 puis une Ardéchoise des Jeunes destinée aux écoliers en 2006. Un parcours de randonnée cyclotouriste en quatre jours est apparu finalement lors de l'évènement en 2010.
En 2009, l'Ardèche Verte est créée. Elle a lieu le mercredi en formule cyclotouriste et les cyclistes s'élancent sur 6 variantes au choix sur des parcours dans le Nord Ardèche avec quelques passages dans la Drôme des collines et de la Haute-Loire.
L'Ardéchoise a donné un nom ou rebaptisé certains cols. Ainsi, la course a inauguré le 18 juin 2000 un col à son nom entre Chanéac et Borée, à l’altitude de 1 184 m. De plus, l’un des cols du parcours de l’Ardèche Verte, le col du Marchand (911 m), porte depuis 2011 le nom de col Robert Marchand, en l’honneur du plus vieux participant à l’Ardéchoise, ayant eu cent ans en 2011.
L'édition de l'année 2020 a été annulée à la suite de la pandémie de coronavirus et des décisions de confinement du gouvernement français.
Pour pallier l’annulation de l’édition 2020 de l'évènement, une offre de séjours complètement nouvelle :           « l’Ardéchoise Autrement » a été proposée. Ces séjours cyclistes permettent aux cyclistes de pratiquer leur passion du vélo en toute quiétude. En itinérance ou en étoile, sur 3, 4 ou 7 jours, parmi 20 dates de juillet à octobre 2020. L'organisation s'occupe de la logistique pour que les séjours se déroulent en toute sérénité et permettent un dépaysement au cœur de l’Ardèche.
Une nouvelle fois, pour la seconde année consécutive, le Comité Directeur de l'Ardéchoise est contraint d’annuler son édition 2021. Les contraintes sanitaires sont telles, qu'elle ne peut pas être organisée avec la convivialité qui a fait sa réputation.
Pour son retour en 2022, l'Ardéchoise a inauguré une formule Ultra avec deux parcours, l'un de plus de 600 km avec 31 cols à franchir soit l'Ultra Méridionale; et l'autre de 393 km et 22 cols à grimper appelé l'Ultra Châtaigne. Ces épreuves Ultra reprennent les itinéraires de deux longs parcours de formule randonnée. Cependant elles doivent êtres courues sur deux jours, les vendredi et samedi. Initialement, ces formules auraient dû être lancées en 2021 si l'événement n'avait pas été annulé.

## Les parcours
L'Ardéchoise propose actuellement de nombreux circuits. Tous les départs et toutes les arrivées se font dans le village de Saint-Félicien. Les parcours vont de 85 à 630 km avec des dénivelés de 1 081 m à 11 067 m. Jusqu'en 2010, le petit parcours du Doux faisait 66 km, mais le tracé de la fin de la boucle a été changé en 2011, le versant le plus raide et étroit du col de Buisson, appelé «montée de Clara», ayant été remplacé par le col de Lalouvesc. Tous les parcours forment des boucles et ont des difficultés plus au moins importantes. Le parcours le plus difficile est l'Ardéchoise Vélo Marathon, soit 278 km et 5 370 m de dénivelée à effectuer en une journée.
Les courses sont organisées selon 4 formules :
- randonneur en 2, 3 et 4 jours ;
- ultra en 2 jours
- cyclotouriste en une journée ;
- cyclosportive en une journée.

### Diversité des paysages
L'Ardéchoise permet de découvrir selon les parcours la diversité des paysages de l'Ardèche. Les noms des parcours font parfois référence à des noms de pays, montagnes ou rivières du département. Ainsi, le parcours nommé Les Sucs permet de rouler à proximité des Sucs d'Ardèche (mont Mézenc, mont Gerbier de Jonc, suc de Sara, suc de Montivernoux...). Le circuit de La Loire (284 km) rappelle que ce fleuve prend source dans le département. Le parcours nommé Le Tanargue passe par la montagne du même nom. Un parcours plus long, La Chataîgne, fait référence au fruit symbole du parc naturel régional des Monts d'Ardèche et passe par les Cévennes ardéchoises avec différentes variantes (de 343 km à 565 km). De même, le parcours Les gorges, l'un des plus longs et non faisable en moins de quatre jours, fait découvrir les Gorges de l'Ardèche. Enfin, le parcours cyclotouriste de l'Ardèche verte, qui s'effectue le mercredi, concerne le nord de l'Ardèche.

### Principaux cols et ascensions
Les principaux cols grimpés sur les différents parcours sont les suivants :
- le col de Buisson (920 m), présent sur toutes les boucles, à l'aller en montée puis au retour en faux-plat descendant depuis 2011. Jusqu'en 2010, il était grimpé par son versant le plus raide au retour ;
- le col de Mézilhac (1 130 m), grimpé depuis Dornas. Roulant au début, il comporte des portions à 5 et 6 % dans les derniers kilomètres ;
- le col de la Barricaude (1 257 m) sur le parcours de l'Ardéchoise (220 km) et qui présente une pente maximum de 10 %. Bien qu'il ne soit pas signalé sur les cartes routières, on l'appelle ainsi car il est situé près du lieu-dit "La Barricaude" non loin de Sagnes-et-Goudoulet ;
- la côte du Gerbier de Jonc (1 417 m), située au pied du sommet du même nom ;
- le col de la Croix de Boutières (1 506 m), col très court et peu difficile mais qui présente la particularité d'être le plus haut de la course puisqu'il est au pied du mont Mézenc et grimpé depuis Les Estables, plus haut village du Massif Central ;
- le col de l'Ardéchoise (1 184 m), dont le nom a été inauguré en l'an 2000 à l'initiative de la course. Il est grimpé depuis Lachapelle-sous-Chanéac sur le parcours des Sucs ;
- le col de la Croix de Bauzon (1 308 m), sur les parcours des Hautes-Terres et de la Loire ;
- le col de Meyrand (1 371 m), dans le massif du Tanargue, dont la pente est modérée mais qui est le col le plus long de la course ;
- le col de la Clavière (1 088 m) situé au-dessus de Saint-Agrève. Non répertorié par les cartes, il est long de 17,3 km à 3,2 % de moyenne ;
- le col de Lalouvesc (1 092 m), dernière vraie ascension de la course. Grimpant à travers les bois sur la route D214, il présente dans sa première partie des pentes à 7 % mais est plus roulant sur son final ;
- le col de Gage.

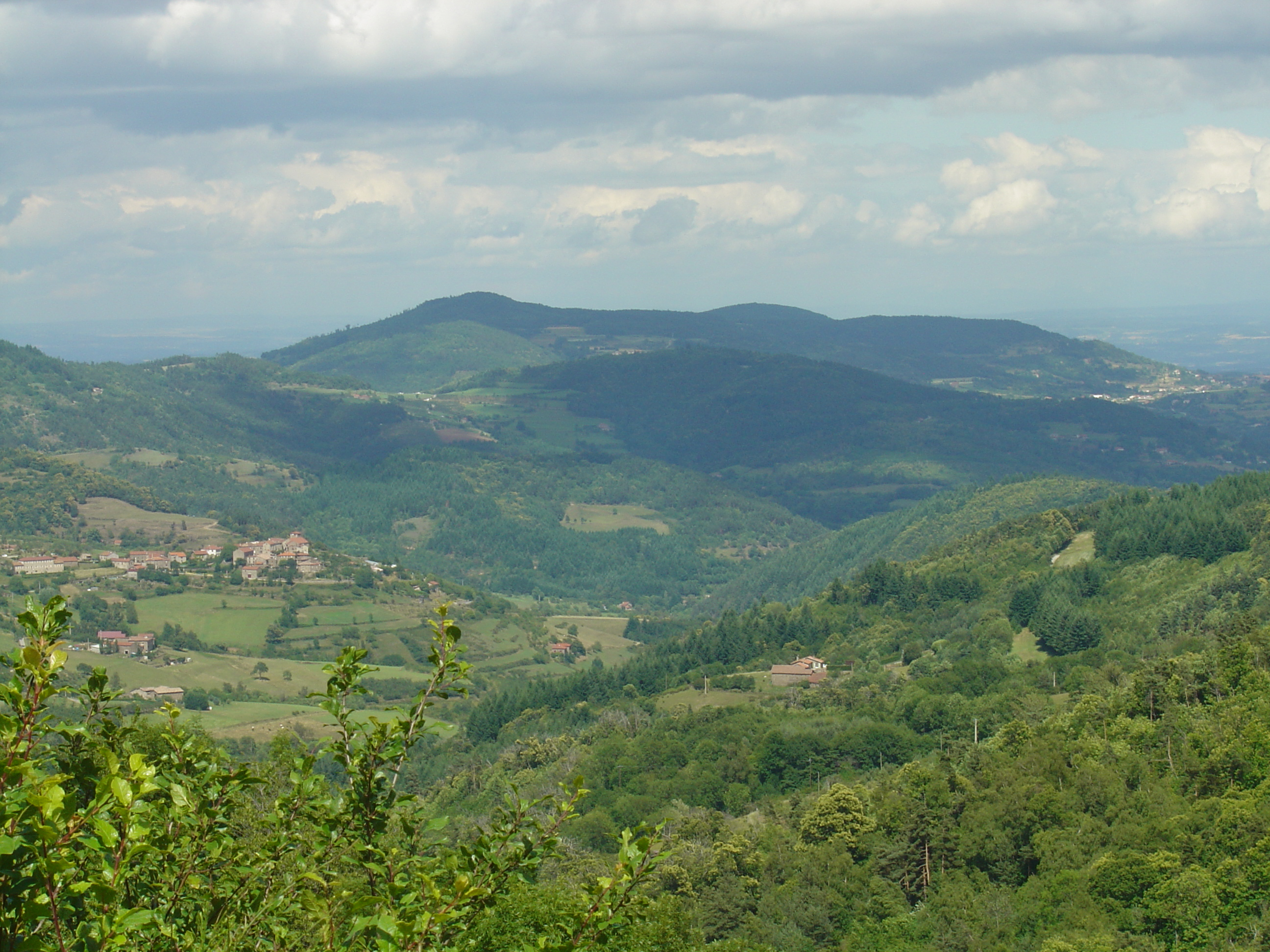
Vue au col de Buisson (920 m) sur le village de Pailharès
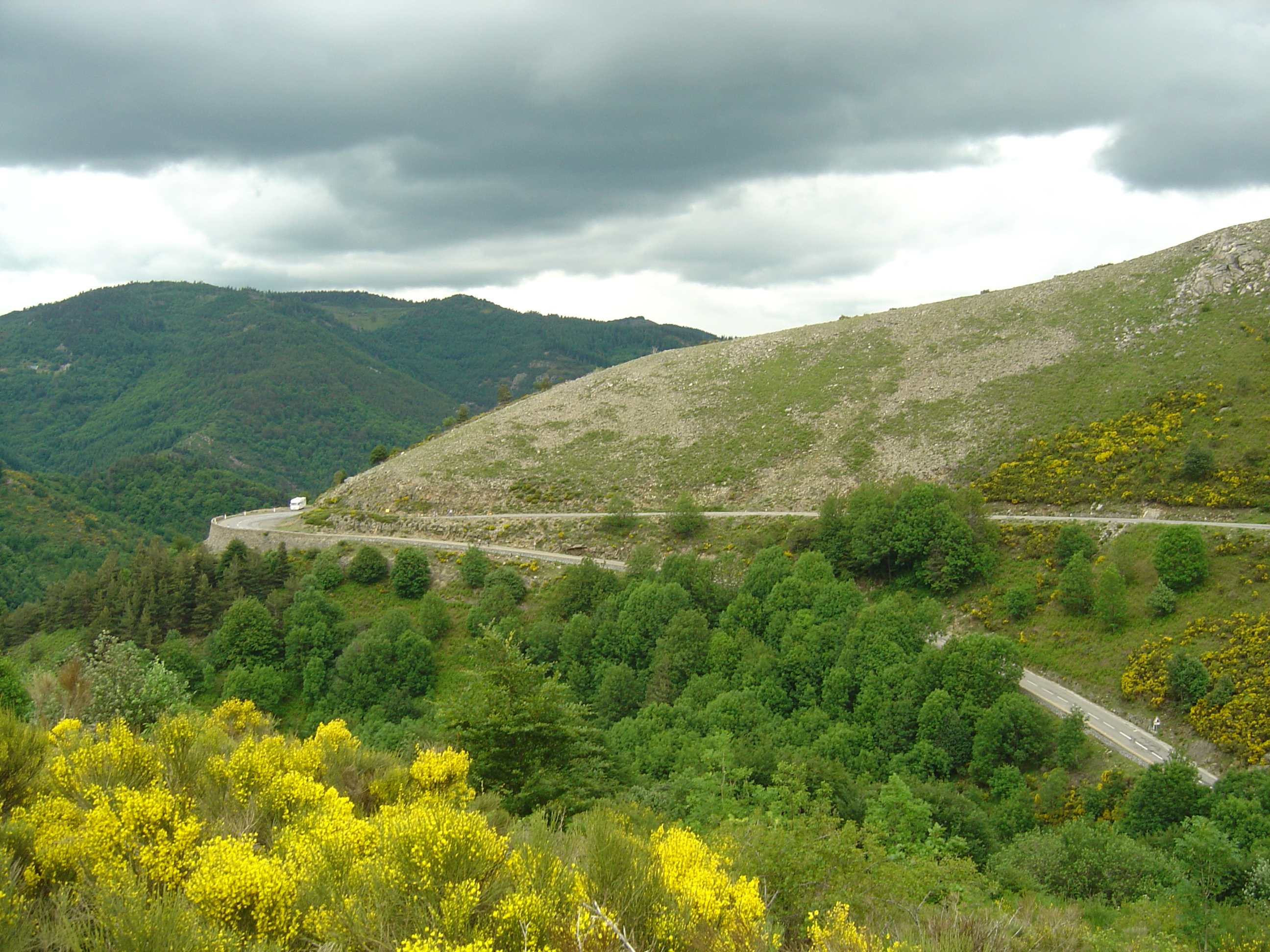
L'ascension du col de Mézilhac, difficulté commune à beaucoup de parcours de l'Ardéchoise
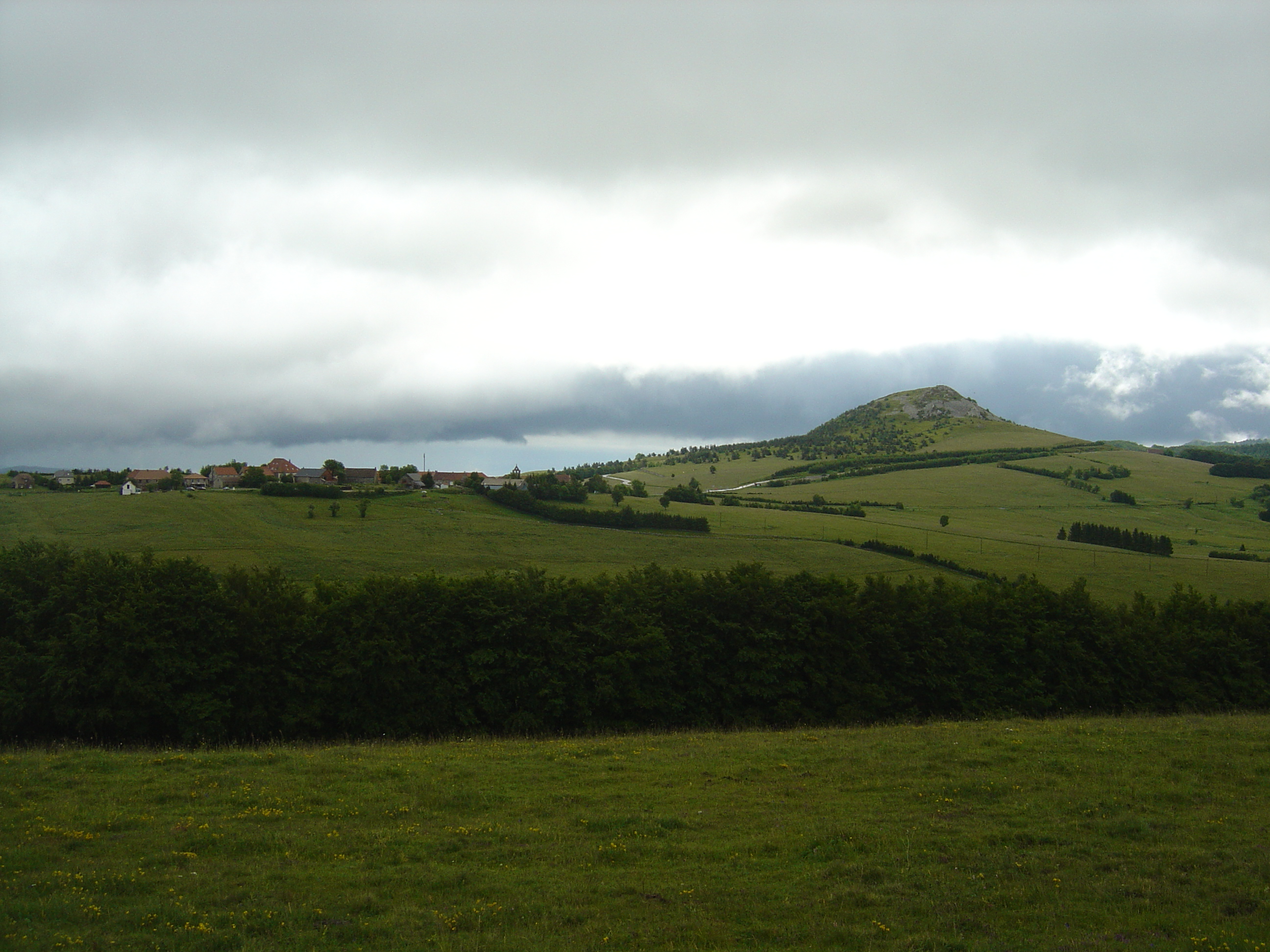
Lachamp-Raphaël, le plus haut village d'Ardèche, et le suc de Montivernoux
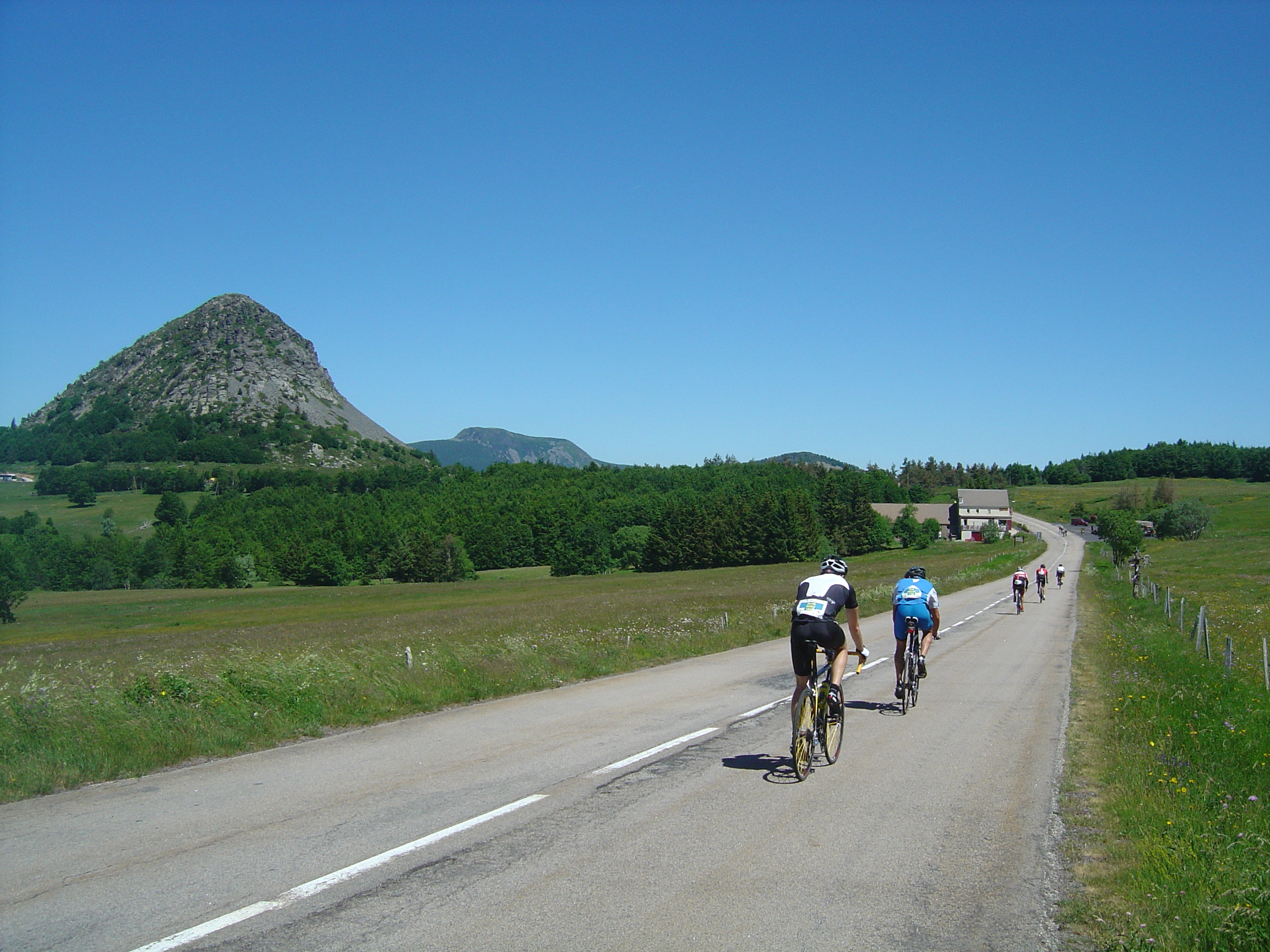
Le mont Gerbier de Jonc, situé sur beaucoup de parcours de la course, à partir de celui de la Volcanique
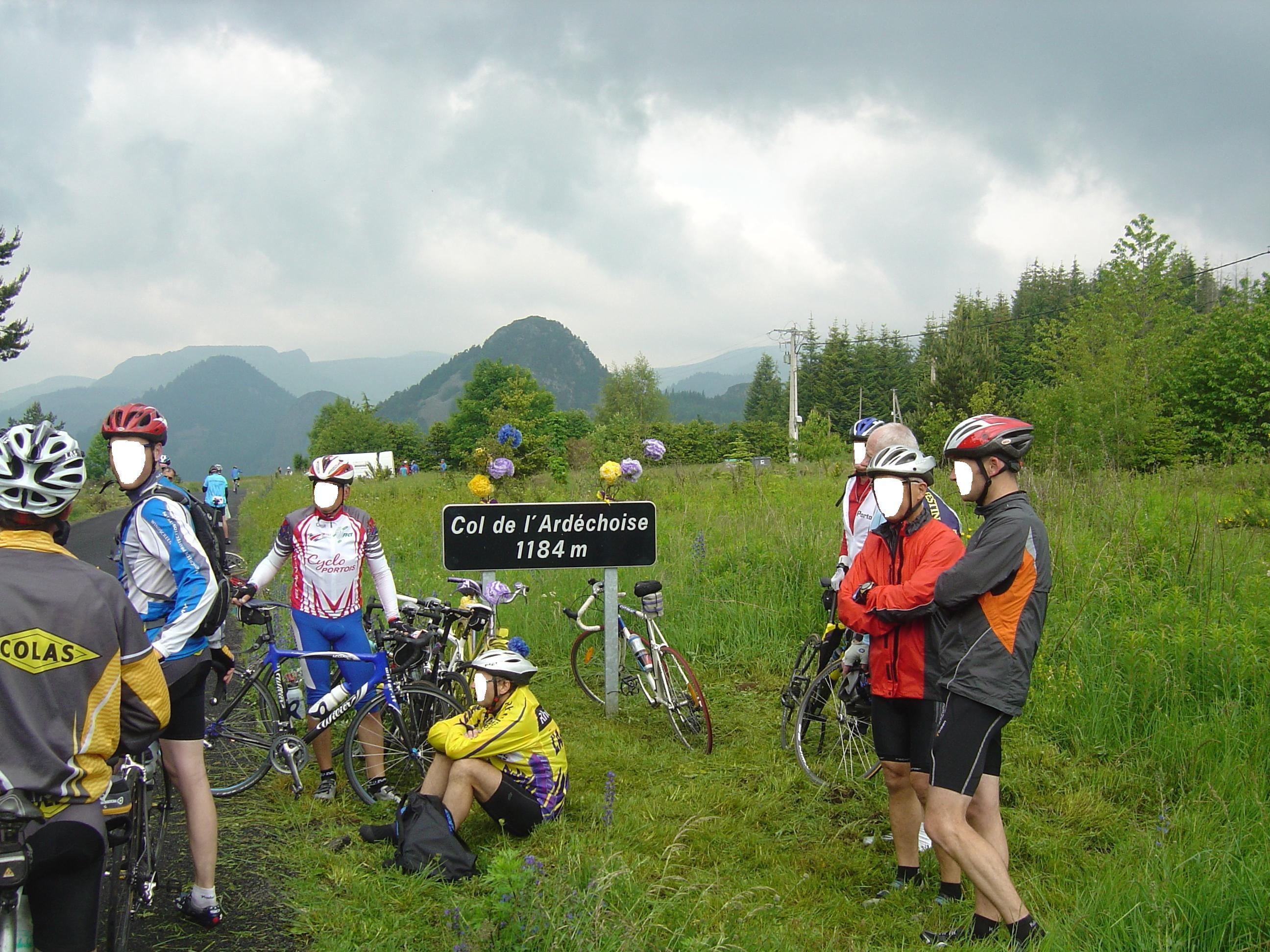
Le col de l'Ardéchoise (1 184 m)

### Secteurs délicats
Certaines descentes sur l'Ardéchoise peuvent être dangereuses. C'est le cas en particulier de la première véritable descente entre Nozières et Lamastre du fait de certains virages mais aussi du nombre important de cyclistes. Sur l'édition 2008, de graves chutes s'y étaient produites. De même, la portion descendante entre Saint-Martial et Arcens est délicate du fait de la convergence des cyclistes venant des parcours de la Volcanique et des Sucs mais également d'autres parcours plus longs.

## Bénévolat et ambiance
L'Ardéchoise fait avant tout appel aux bénévoles dont le nombre est croissant au fur et à mesure des années (environ 6 000 personnes autrefois, aujourd'hui plus de 9 000 bénévoles répartis sur les 165 villages traversés). La majorité des villages traversés par L'Ardéchoise sont décorés et des ravitaillements en eau ou en nourriture sont proposés. C'est avant tout l'occasion de rassembler les habitants du village et de se retrouver pour partager un bon moment. Chaque année sur la course, des prix sont décernés aux villages les plus animés et décorés. Certains bénévoles sont déguisés de même que certains cyclotouristes.

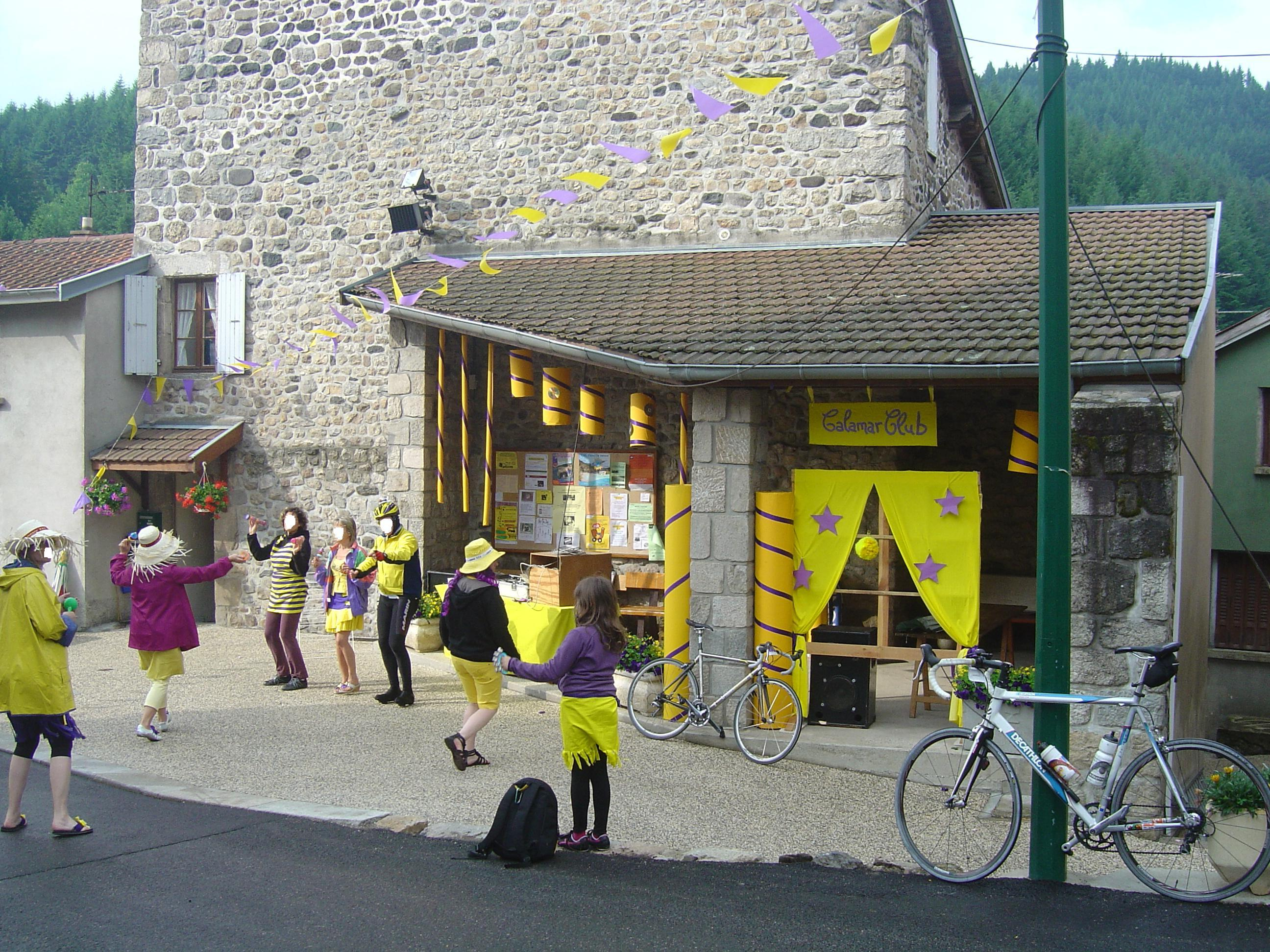
Ambiance à Lachapelle-sous-Chanéac sur l'Ardéchoise 2010
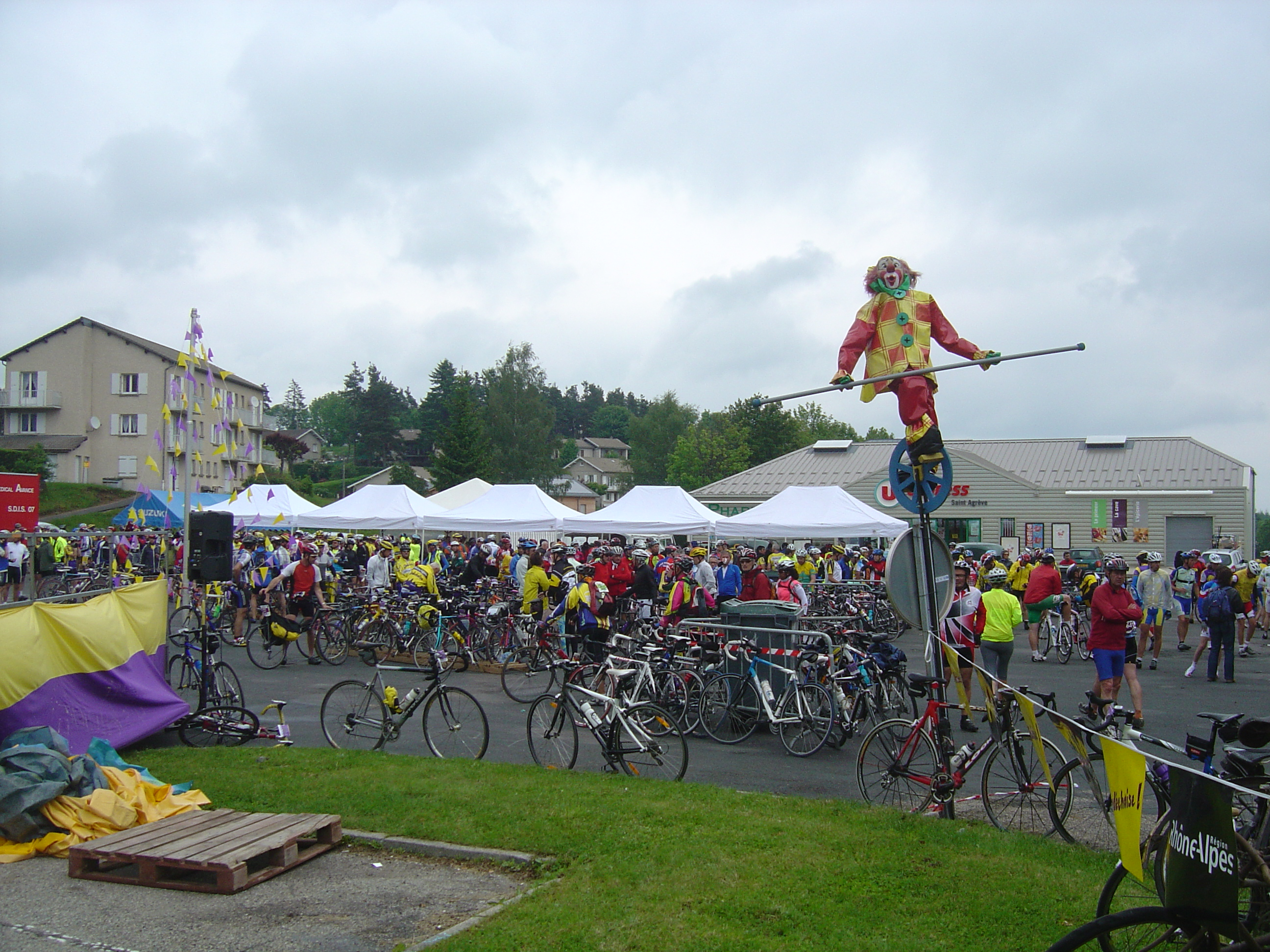
Ravitaillement de Saint-Agrève
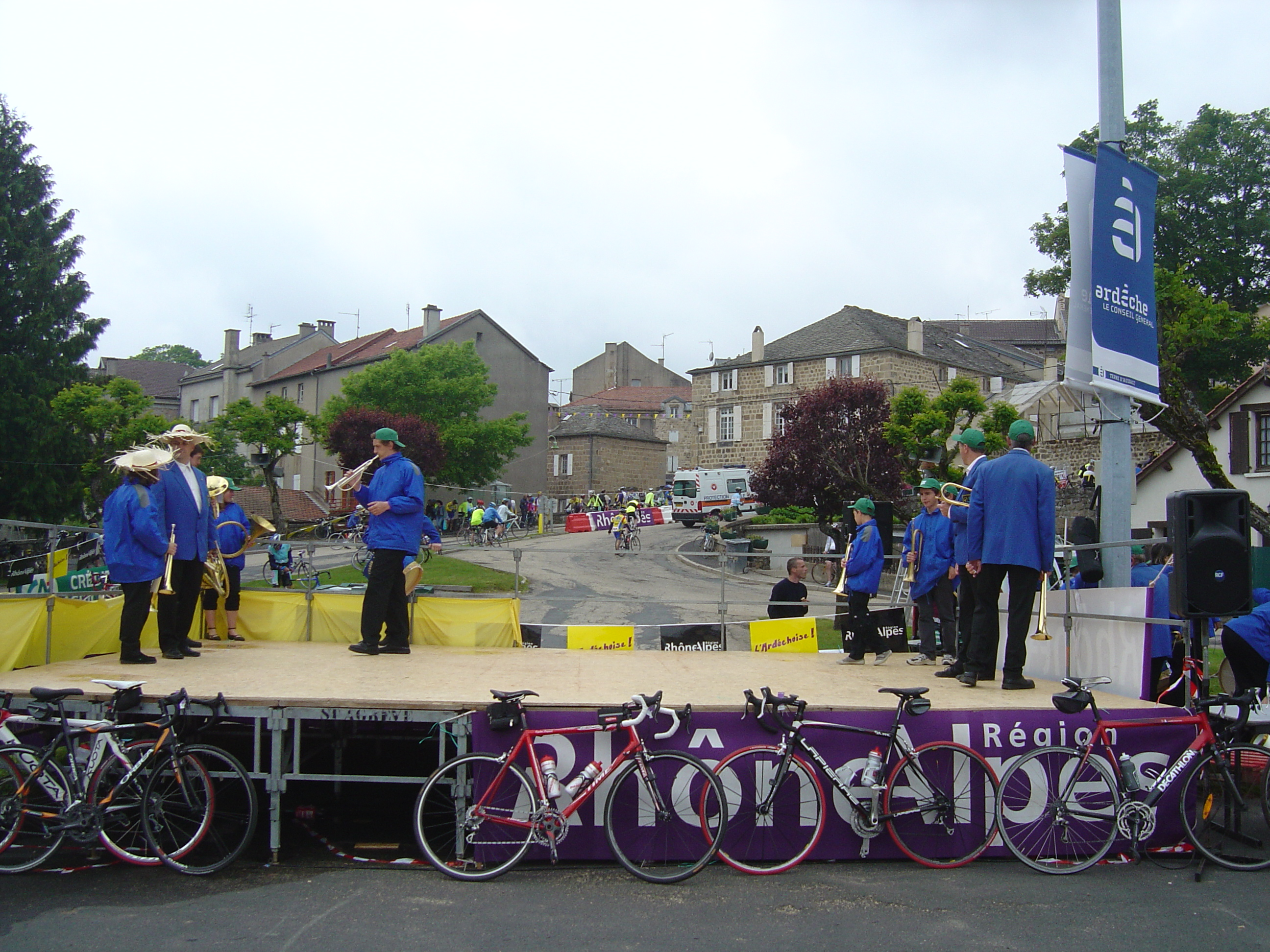
Musiciens au ravitaillement de Saint-Agrève sur l'Ardéchoise 2010

## Les couleurs
L'Ardéchoise est une course cycliste qui parcourt l'Ardèche avec quelques incursions dans des départements limitrophes. Pour rendre hommage aux beaux paysages du département, les coureurs ainsi que les villages traversés arborent deux couleurs bien spécifiques. Il s'agît du jaune et du violet. Le jaune est la couleur des fleurs du genêt, cet arbuste est également appelé balai à cause de la forme de ces branches. Le violet quant à lui est la couleur des myrtilles, elles sont bien souvent appelées les airelles et sont ramassées encore aujourd'hui grâce à un peigne.

## L'économie
L'Ardéchoise est très importante pour le département, elle attire plus de 14 000 coureurs chaque année. Les retombées économiques sont estimées à plus de 15 millions d'euros. La présence de nombreux gites ruraux en Ardèche permettent aux propriétaires d'obtenir des revenus supplémentaires pendant l'événement lorsqu'ils acceptent un partenariat avec l'organisation pour accueillir les cyclotouristes des randonnées sur plusieurs jours.

## Conditions de course
En dépit des bonnes conditions du mois de juin, la course est parfois soumise à des intempéries. Ainsi la première édition en 1992 fut marquée par la neige. 2010 fut une autre édition mémorable car les coureurs de la randonnée cyclotouriste en plusieurs jours ne furent pas épargnés par les averses de pluie les jours précédents le samedi. L'édition 2016 a été marquée par une pluie battante le samedi,, avec beaucoup de coureurs victimes de "coups de froid",en altitude.

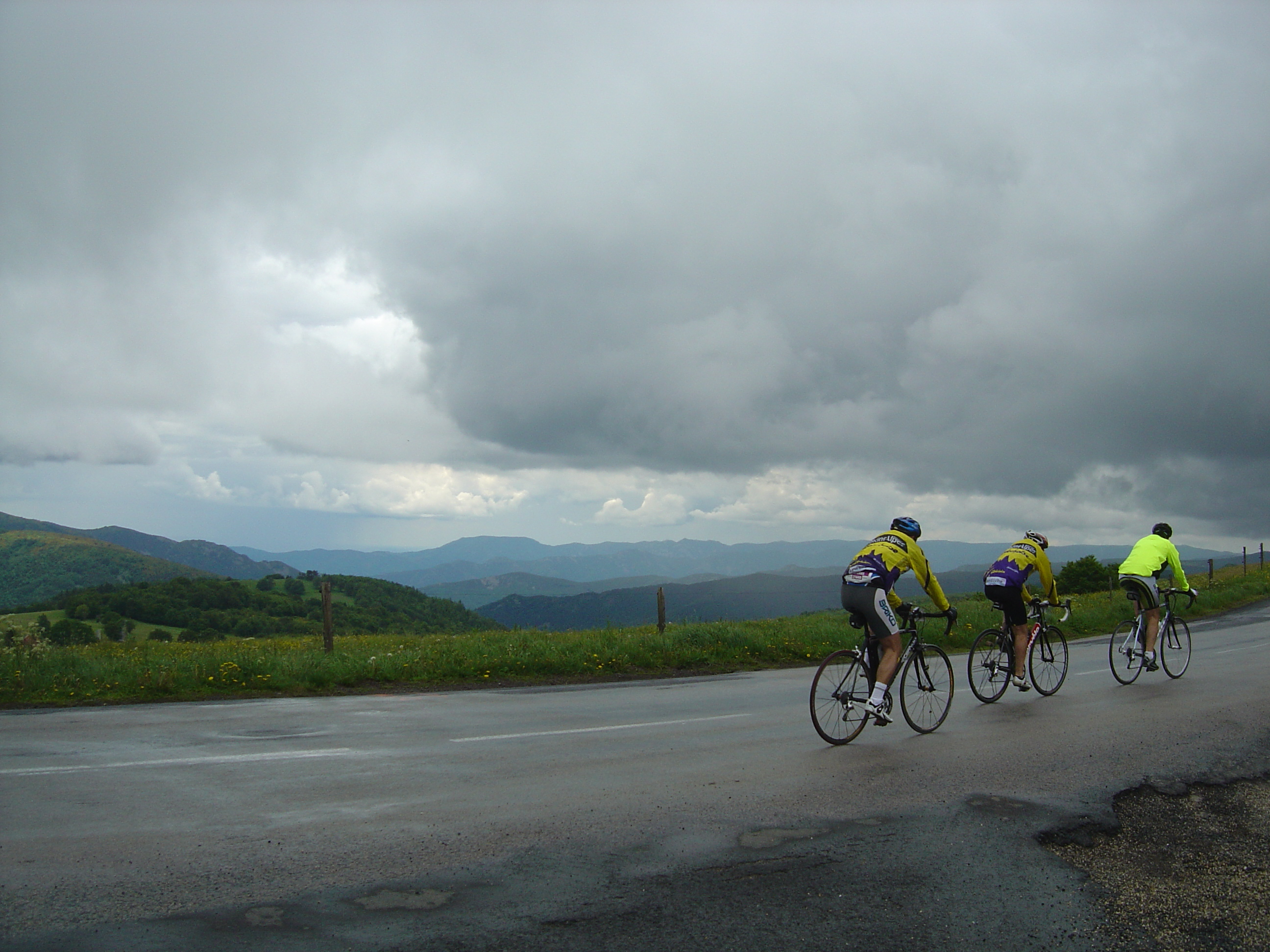
Conditions humides sur l’Ardéchoise 2010. Vue sur le Tanargue au fond
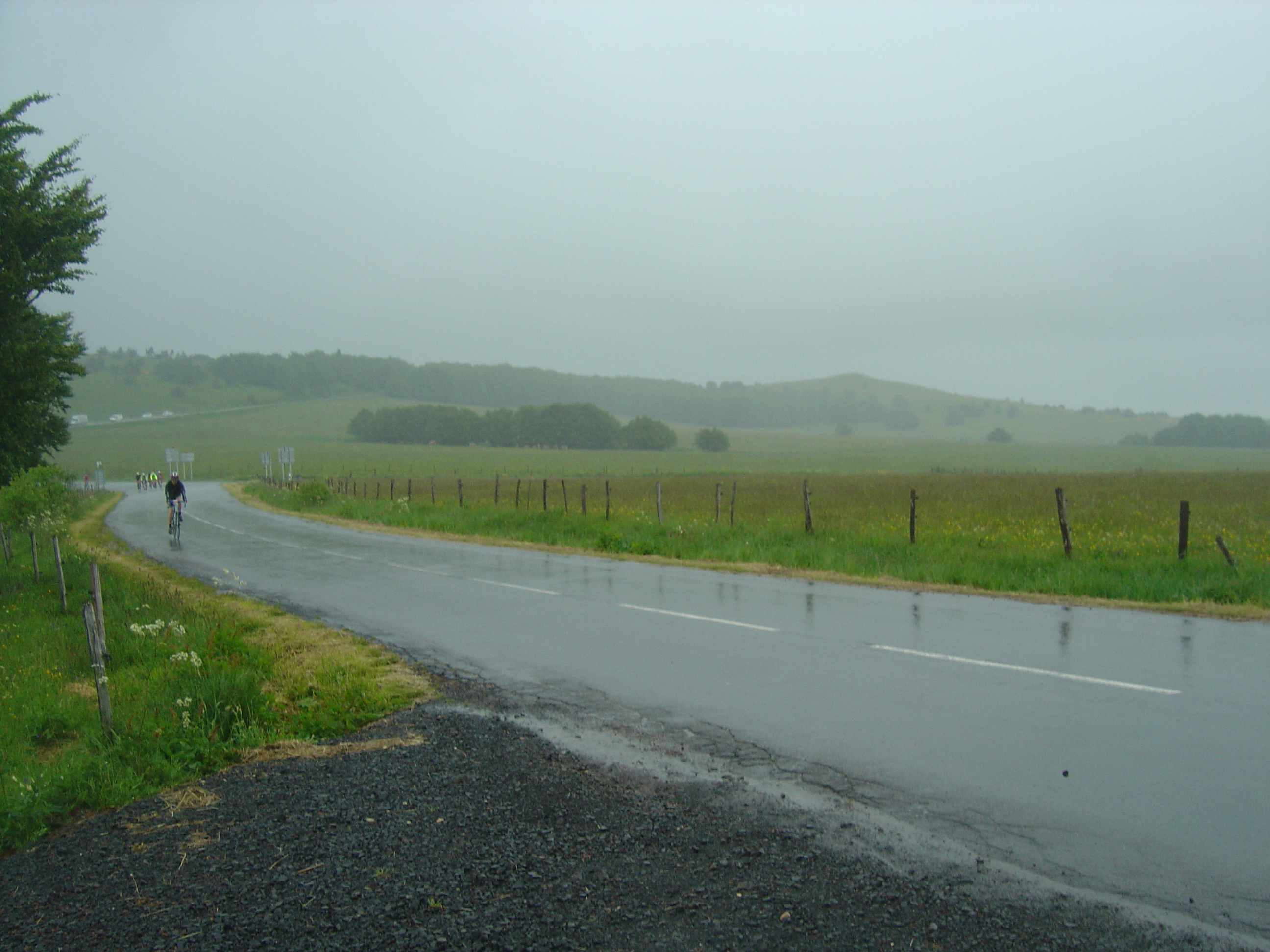
Pluie et chaussée détrempée à proximité du col du Pranlet (1 363 m) sur l’Ardéchoise 2016
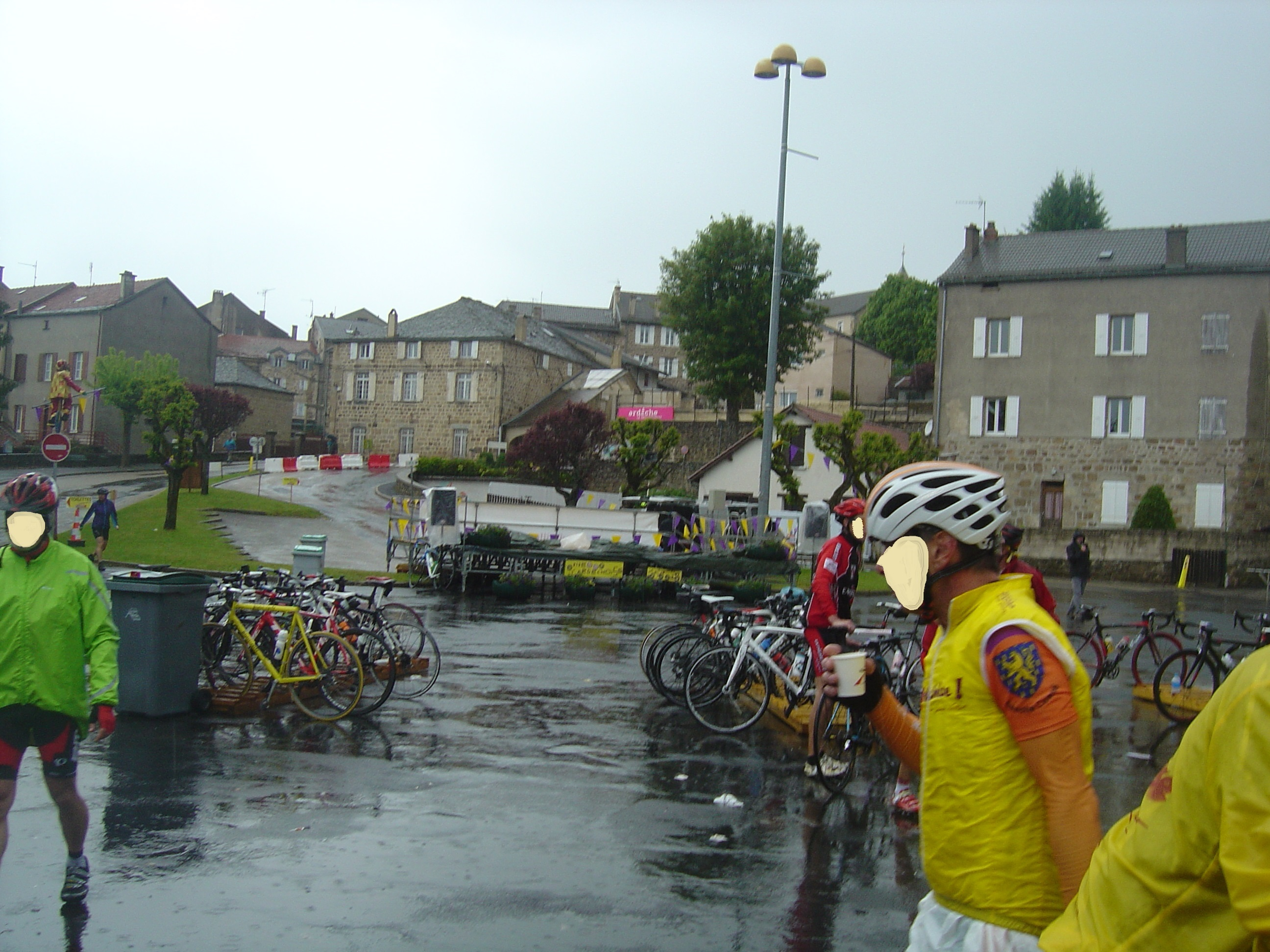
Chaussée détrempée à Saint-Agrève sur l’Ardéchoise 2016

## Palmarès
Parmi les vainqueurs du parcours de l’Ardéchoise, on compte notamment Andrei Kivilev en 1997, Jean-Christophe Péraud en 2002 et encore Andy Flickinger et Mickaël Buffaz covainqueurs en 2003.
Ce parcours a aussi consacré de grands noms du cyclosport comme Nicolas Roux (vainqueur de l'Ardéchoise en 2006, 2014, 2017 et 2018), David de Vecchi (Ardéchoise Vélo Marathon en 2013 et 2017, Ardéchoise en 2015 et co-vainqueur en 2012), Nicolas Ougier, quatre fois vainqueur de l'Ardéchoise (2007, 2009, co-vainqueur avec David de Vecchi en 2012, et 2013) et dauphin de Jean-Christophe Currit en 2010 et 2011. Karine Saysset y a terminé première féminine en 2012 et 2013.
Laurent Marcon a remporté l'Ardéchoise en 2005 puis 3e de ce même parcours en 2009. Sur ce parcours, David Polvérini l'a emporté en 2022 après avoir terminé par deux fois 3e (2011, 2015). Aussi, Antony Cheytion a terminé plusieurs fois sur le podium:  (3e en 2013 et 2017 puis 2e en 2014 et 2016).
Sur l'Ardéchoise Vélo Marathon, Olivier Buisson est un vainqueur multi-récidiviste (2006, 2008, 2009, 2010, co-vainqueur avec Lionel Genthon en 2011, ce dernier encore 2e en 2017 et de plus 3e de l'Ardéchoise en 2014). Olivier Buisson a de surcroît été dauphin de Roland Chavent sur ce même parcours en 2007; Roland Chavent ayant aussi été 3e sur l'Ardéchoise en 2010, encore vainqueur de l'Ardéchoise Vélo Marathon en 2012 et 2014 puis 3e en 2013 et 2016. Julien Sauvigné a remporté l'Ardéchoise Vélo Marathon en 2022 après une seconde place sur le parcours de l'Ardéchoise en 2017.
Sébastien Mailfait a remporté de nombreuses fois le parcours des Sucs (2005, 2006, 2008, 2009, 2010, 2011, 2013, 2014, 2016).  Fabrice Legeay a terminé second sur les Sucs en 2010 et 2011 tout comme Nicolas Raybaud (2013, 2014). Ce même parcours, Laurent Soboul l'a remporté en 2015 après une troisième place en 2011. 
Cédric Richard totalise plusieurs podiums sur la Volcanique (vainqueur en 2011 et 2014, 2e en 2013 et 2015, 3e en 2012), course sur laquelle Nicolas Bouchet a fait deux podiums (3e en 2010, 2e en 2011).
Records des parcours antérieurs à 2011 (montée de Clara remplacée par le col de Lalouvesc):
- Roland Chavent a effectué l'Ardéchoise Vélo Marathon 2007 en 8 h 32 min 15 s
- Sébastien Mailfait a effectué Les Sucs 2008 en 7 h 5 min 8 s
- Laurent Marcon a effectué l'Ardéchoise 2005 en 6 h 28 min 50 s

Records des parcours à partir de 2011:
- David de Vecchi a effectué l'Ardéchoise Vélo Marathon 2017 en 8 h 44 min 57 s
- Sébastien Mailfait a effectué Les Sucs 2013 en 7 h 20 min 23 s
- Nicolas Roux a effectué l'Ardéchoise 2018 en 6 h 34 min 12 s
- Nicolas Reynaud a effectué La Volcanique 2013 en 5 h 12 min 39 s

## Participation
| Année | Affluence totale                         | En 1 jour | En 2 jours | En 3 jours | En 4 jours | Ardèche verte seule + combinée | Ardéchoise des Jeunes |
| ----- | ---------------------------------------- | --------- | ---------- | ---------- | ---------- | ------------------------------ | --------------------- |
| 1992  | 1 296                                    | 1 296     | /          | /          | /          | /                              | /                     |
| 1993  | 2 175                                    | 2 175     | /          | /          | /          | /                              | /                     |
| 1994  | 3 268                                    | 3 268     | /          | /          | /          | /                              | /                     |
| 1995  | 4 131                                    | 4 131     | /          | /          | /          | /                              | /                     |
| 1996  | 6 857                                    | 6 857     | /          | /          | /          | /                              | /                     |
| 1997  | 9 818                                    | 9 818     | /          | /          | /          | /                              | /                     |
| 1998  | 11 184                                   | 11 184    | /          | /          | /          | /                              | /                     |
| 1999  | 10 794                                   | 10 794    | /          | /          | /          | /                              | /                     |
| 2000  | 11 905                                   | 11 905    | /          | /          | /          | /                              | /                     |
| 2001  | 10 522                                   | 10 522    | /          | /          | /          | /                              | /                     |
| 2002  | 13 526                                   | 14 246    | 1 280      | /          | /          | /                              | /                     |
| 2003  | 15 007                                   | 12 112    | 2 895      | /          | /          | /                              | /                     |
| 2004  | 14 257                                   | 10 213    | 4 044      | /          | /          | /                              | /                     |
| 2005  | 13 019                                   | 8 592     | 2 647      | 1 780      | /          | /                              | /                     |
| 2006  | 13 643                                   | 8 428     | 2 332      | 2 293      | /          | /                              | 590                   |
| 2007  | 12 842                                   | 8 224     | 2 225      | 2 393      | /          | /                              | pas eu lieu           |
| 2008  | 13 187                                   | 7 760     | 2 057      | 2 658      | /          | /                              | 712                   |
| 2009  | 13 427                                   | 7 728     | 1 977      | 2 747      | /          | 1 022                          | 673                   |
| 2010  | 13 014                                   | 7 126     | 1 777      | 2 543      | 276        | 1 289                          | 884                   |
| 2011  | 15 954                                   | 9 299     | 2 001      | 2 934      | 402        | 1 598                          | 894                   |
| 2012  | 13 094                                   | 7 315     | 1 649      | 1 909      | 1 090      | 1 263                          | 641                   |
| 2013  | 13 710                                   | 7 206     | 1 773      | 2 183      | 1 217      | 1 323                          | 802                   |
| 2014  | 14 717                                   | 8 092     | 1 658      | 2 331      | 1 163      | 1 805                          | 809                   |
| 2015  | 15 345                                   | 8 216     | 1 717      | 2 707      | 1 291      | 1 656                          | 663                   |
| 2016  | 16 768                                   | 8 757     | 1 882      | 2 674      | 1 766      | 1 876                          | 882                   |
| 2017  | 15 520                                   | 8 024     | 1 542      | 2 575      | 975        | 2 190                          | 1 011                 |
| 2018  | 14 816                                   | 7 691     | 1 604      | 2 371      | 944        | 2 042                          | 944                   |
| 2019  | 14 503                                   | 7 592     | 1 351      | 2 336      | 890        | 1 686                          | 1 238                 |
| 2020  | Edition annulée en raison de la COVID 19 |           |            |            |            |                                |                       |

Il s'agit d'un rassemblement cyclotouriste et cyclosportif international. Par exemple, sur les 15 345 inscrits en 2015, 1 065 étaient étrangers (pour les européens : 533 Belges, 191 Suisses, 111 Néerlandais, 65 Allemands, 59 Britanniques, 55 Luxembourgeois, 16 Italiens, 10 Espagnols, 7 Tchèques, 4 Irlandais, 2 Autrichiens, 1 Polonais, 1 Norvégien ; les autres nationalités étaient représentées par 6 Américains, 3 Canadiens et 1 Péruvien). En 2016, sur les 16 768 inscrits, 1 697 étaient étrangers (1 653 Européens dont 638 Belges, 364 Suisses, 203 Néerlandais, 142 Allemands, 132 Britanniques, 89 Luxembourgeois, 46 Espagnols, 30 Italiens, 3 Irlandais, 1 Autrichien, 1 Polonais, 1 Suédois, 1 Norvégien, 1 Portugais, 1 Monégasque; et 45 autres internationaux dont 16 Américains, 8 Sud-Africains, 7 Canadiens, 3 Australiens, 3 Néo-zélandais, 2 Singapouriens, 1 Mexicain, 1 Chinois, 1 Brésilien, 1 Taïwanais et 1 Bermudien)
. À chaque fois, on compte beaucoup de cyclistes du Benelux et de Suisse chez les étrangers. 
En 2015, sur les 14 280 Français engagés, les départements les plus représentés étaient l'Ardèche (1 862 engagés), le Rhône (1 287 engagés), l'Isère (1 212 engagés) et la Drôme (1 201 engagés), marquant une pré-dominance de la participation des habitants de l'ex-région Rhône-Alpes d'autant que ces mêmes départements arrivaient en tête en 2016 .
Au contraire, les départements les moins représentés en 2015 étaient la Creuse (5 engagés), Les Deux-Sèvres (5 engagés), l'Ariège (7 engagés), la Lozère (8 engagés), la Meuse (10 engagés), les Ardennes (11 engagés), le Tarn (11 engagés), le Gers (12 engagés). En dehors de l'île de la Réunion qui comptait 16 engagés, les DOM-TOM n'étaient pas représentés. En 2016, à l'exception d'un coureur de Mayotte, les DOM-TOM n'étaient pas représentés et en France métropolitaine, la course était peu fréquentée par les coureurs des Hautes-Alpes (aucun engagé), l'Ariège (7 engagés), le Gers (7 engagés), la Meuse (7 engagés), le Tarn (9 engagés), la Lozère (12 engagés), l'Aveyron (12 engagés), le Cantal (14 engagés).
À chaque fois ce sont les départements d'outre-mer qui se déplacent le moins pour la course car trop éloignés mais également les départements métropolitains à faible densité de population comme l'Ariège, la Meuse ou la Lozère, pourtant voisine de l'Ardèche.